# Voetbalvereniging Gemert
Il Voetbalvereniging Gemert, comunemente noto come VV Gemert, è una squadra di calcio olandese con sede a Gemert, nella municipalità di Gemert-Bakel, nel Nord Brabante.

## Storia
Il VV Gemert fu fondato il 15 ottobre 1912. Fino al 2009/2010 ha disputato la Hoofdklasse, il massimo livello dei campionati dilettantistici olandesi, con l'istituzione della Topklasse come massimo campionato dilettantistico nella stagione 2010/2011, è passato in Topklasse.

## Stadio
Il VV Gemert disputa le sue partite casalinghe nello stadio Sportpark Molenbroek, che può contenere 4000 persone.